# (3085) Donna
(3085) Donna est un astéroïde de la ceinture principale.

## Description
(3085) Donna est un astéroïde de la ceinture principale. Il fut découvert le 18 février 1980 à Harvard par l'observatoire de l'université Harvard. Il présente une orbite caractérisée par un demi-grand axe de 2,39 UA, une excentricité de 0,10 et une inclinaison de 3,8° par rapport à l'écliptique.

## Compléments